# Sceloporus internasalis
Sceloporus internasalis là một loài thằn lằn trong họ Phrynosomatidae. Loài này được Smith & Bumzahem mô tả khoa học đầu tiên năm 1955.